# Gonçalo Gonçalves de Figueiredo
Gonçalo Gonçalves de Figueiredo (Alcácer do Sal, c. 1326 - Viseu, 21 de Março de 1373 (ou 1375)) foi um prelado português. Após assumir em 1365 o cargo de bispo de Viseu, passou a ser conhecido como D. Gonçalo de Figueiredo.

## Biografia
D. Gonçalo Gonçalves de Figueiredo era filho de Gonçalo Garcia de Figueiredo e de sua primeira mulher Maria Gonçalves de Milheirós.
Cónego prebendado e Deão da Sé de Silves, etc.
Foi 17.º Bispo de Viseu entre 2 de Julho de 1365 e 21 de Março de 1373 (ou 1375).

## Descendência
Apesar da sua posição exigir a pratica do celibato, manteve um relacionamento com a nobre  Sancha Gonçalves de Leiria, filha de D. Álvaro de Leiria e Teresa Rodrigues de Paiva, de quem teve diversos filhos :
- Fernão Gonçalves de Figueiredo, casado com Catarina Soares de Albergaria, da qual teve três filhos
- Senhorinha de Figueiredo, casada com seu primo João Lourenço de Figueiredo, alcaide-mor da Covilhã;
- Inês Gonçalves de Figueiredo, casada com Martim Anes Durão da Mata[3] (neto paterno do cónego da Sé de Viseu, D. Durão Martins da Mata, que veio de Aragão para acompanhar a rainha Santa Isabel a Portugal, quando do seu casamento em 1281), do qual teve quatro filhas, todas casadas e com geração;
- Teresa Gonçalves de Figueiredo, casada com Gomes Gonçalves da Costa, Sr. de S.ta Eufémia de Matança;
- Maria Gonçalves de Figueiredo;
- Beatriz Gonçalves de Figueiredo, casada com Gomes ..., do qual teve um filho: 
  - Luís Gomes de Figueiredo, que viveu em Setúbal, onde foi «home muito principal»,[4] casou e teve: 
    - Senhorinha Gomes de Figueiredo (c. 1413 -),[5] casada c. 1430 com João Lourenço, nascido na Galiza, «criado» de D. Fernando de Castro e por ele Alcaide do Castelo da Covilhã, do qual teve dois filhos: 
      - Henrique de Figueiredo (progenitor dos morgados de Ota, mais tarde condes de Belmonte, com a varonia de Câmara).[2]
      - João de Figueiredo.

    - Luís Gomes de Figueiredo.